# Clément Russo
Pour les articles homonymes, voir Russo.

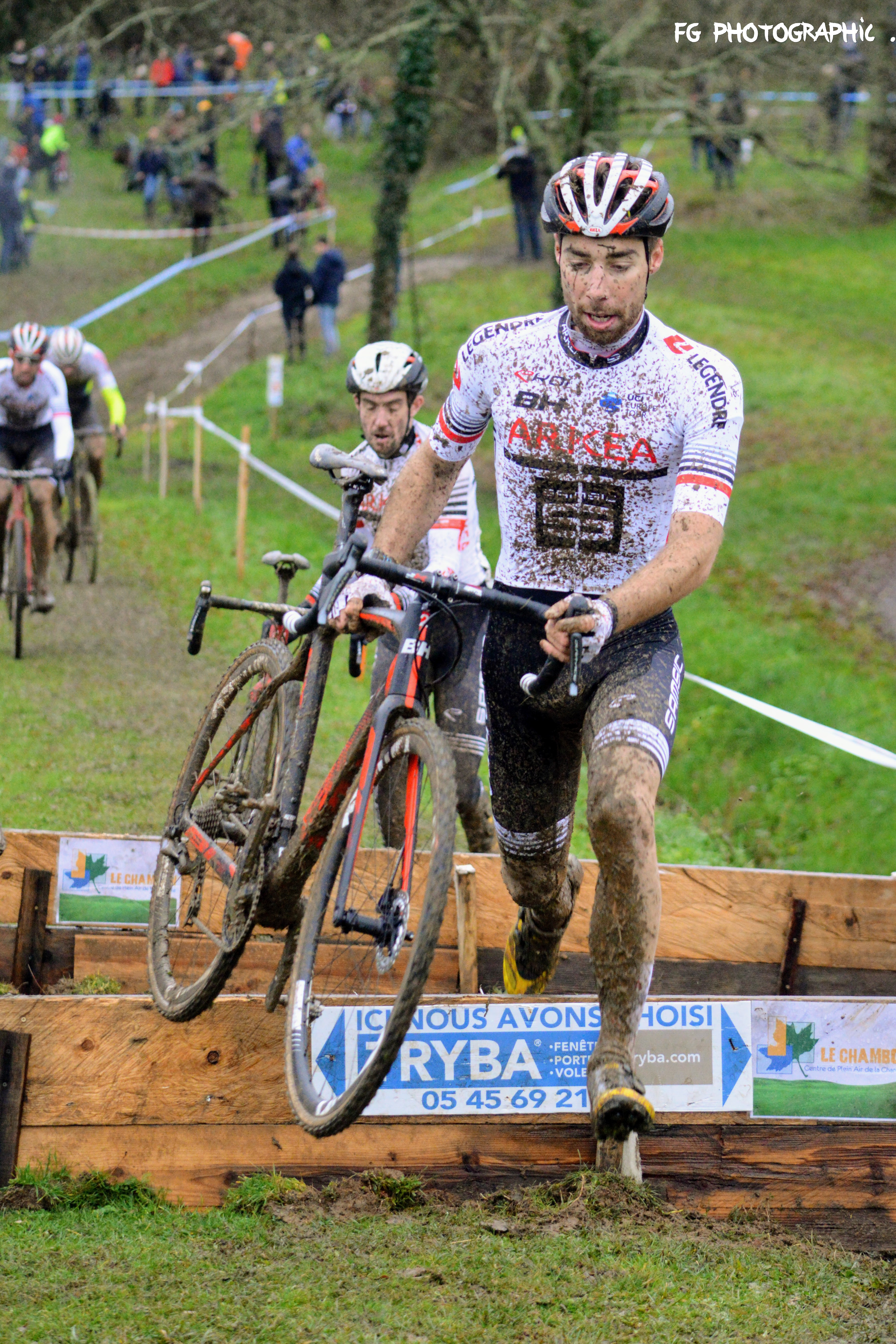
Clément RUSSO - Décembre 2019

Clément Russo, né le 20 janvier 1995 à Lyon, est un coureur cycliste français, spécialiste du cyclo-cross.

## Biographie
Au second semestre 2017, il signe un contrat de stagiaire avec la formation AG2R La Mondiale. Il participe ainsi à la Polynormande, remportée par son coéquipier Alexis Gougeard, et au Tour de l'Ain où il prend une 5e place d'étape. 

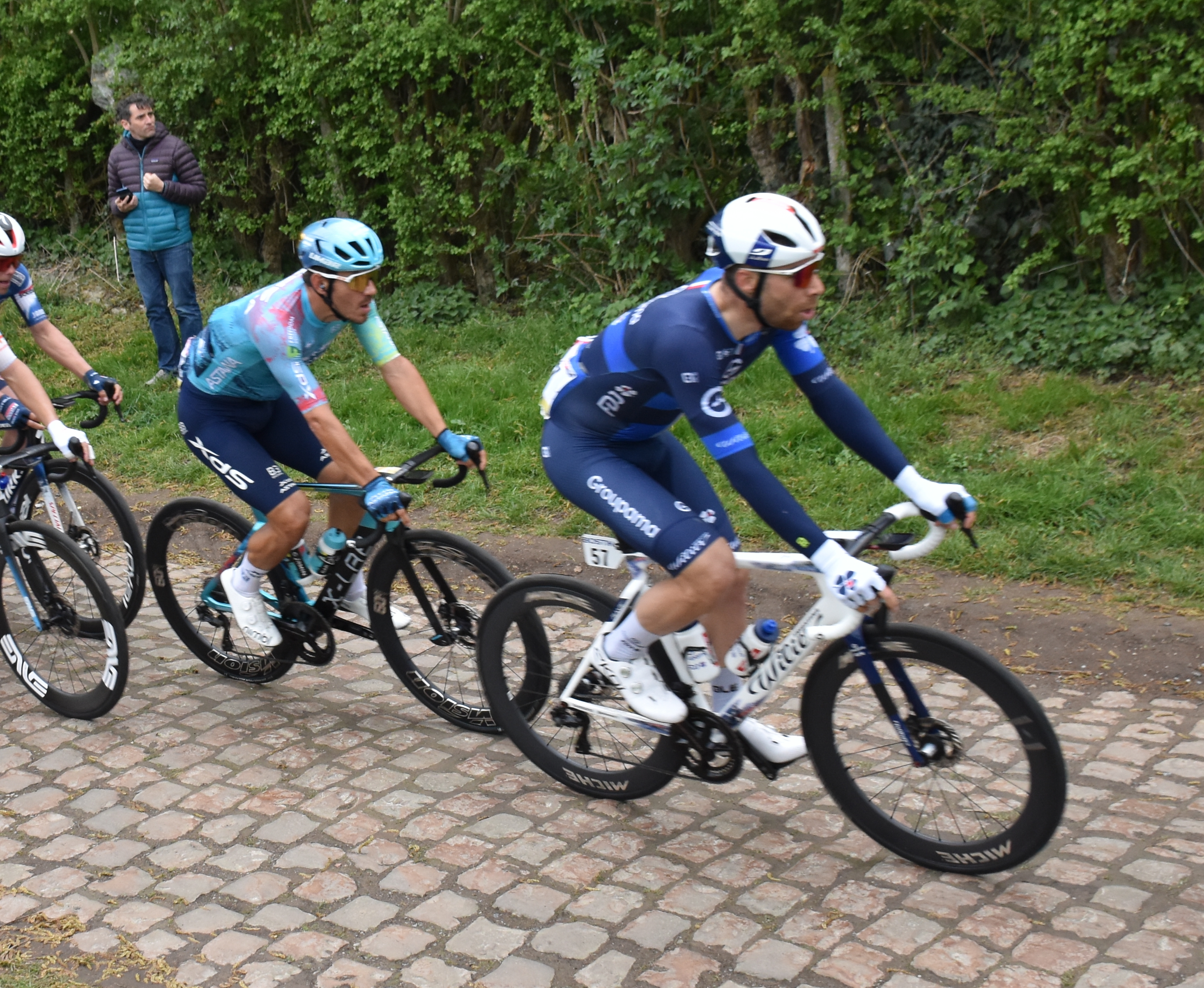
Clément Russo #57 - Paris-Roubaix 2025.

### Carrière professionnelle
Le 7 septembre 2017, l'équipe continentale professionnelle Fortuneo-Oscaro annonce sa signature pour les saisons 2018 et 2019. Il annonce à cette occasion vouloir se consacrer à la route l'hiver suivant en vue de ses débuts professionnels. Durant l'hiver, une blessure au genou retarde ses débuts avec sa nouvelle équipe. Il ne débute ainsi sous ses nouvelles couleurs qu'en mai, lors du Rhône-Alpes Isère Tour. En août, il se classe neuvième de la Polynormande remportée par Pierre-Luc Périchon.
Il connait ses premiers résultats significatifs dans le peloton professionnel lors de la saison 2019. En avril, il débute le mois par une 9e place sur la roue tourangelle et le conclut par une neuvième place au classement général du Tour de Bretagne. Il enchaîne par le Tour de la communauté de Madrid, dont il remporte le classement général. Entre-temps, il prend le départ de son premier Paris-Roubaix (46e). En juin, il termine 3e de la première étape du Tour de Savoie Mont-Blanc remportée par son coéquipier Romain Hardy. Il est seulement devancé par Daniel Mestre le 3 août sur la troisième étape du Tour du Portugal. En fin de saison, il prend la 9e place du Tour de l'Eurométropole et épingle un dernier dossard sur Paris-Tours (20e).
En juillet 2021, son contrat est prolongé jusqu'en fin d'année 2023. Fin septembre de la même année, il participe aux mondiaux de Louvain, en Belgique, où il joue un rôle d'équipier pour Julian Alaphilippe qui remporte son deuxième titre consécutif,.
Il est sélectionné pour la course en ligne des championnats d'Europe 2022 et a pour l'occasion Arnaud Démare en chef de file.
Infecté par le SARS-CoV-2, Clément Russo ne prend pas le départ de la sixième étape du Tour d'Italie 2023.

## Palmarès en cyclo-cross
- 2012-2013
  -  Champion de France de cyclo-cross juniors
  - Challenge la France cycliste de cyclo-cross juniors #1, Saverne
  - Challenge la France cycliste de cyclo-cross juniors #2, Besançon
  -  Médaillé d'argent du championnat d'Europe de cyclo-cross juniors
- 2014-2015
  - 2e du championnat de France de cyclo-cross espoirs
- 2015-2016
  -  Champion de France de cyclo-cross espoirs[10]
  - Champion de Rhône-Alpes de cyclo-cross
  - Coupe de France de cyclo-cross espoirs #1, Albi[11]
  - Coupe de France de cyclo-cross espoirs #2, Quelneuc
  - 5e du championnat du monde de cyclo-cross espoirs
  - 7e du championnat d'Europe de cyclo-cross espoirs
- 2016-2017
  - Champion d'Auvergne-Rhône-Alpes de cyclo-cross
  - Classement général de la Coupe de France espoirs
    - Coupe de France de cyclo-cross espoirs #1, Gervans
    - Coupe de France de cyclo-cross espoirs #2, Bagnoles-de-l'Orne
    - Coupe de France de cyclo-cross espoirs #3, Nommay

  - 2e du championnat de France de cyclo-cross espoirs
  - 3e du classement général de la Coupe du monde espoirs

## Palmarès sur route

### Palmarès amateur
- 2015
  - Bourg-Louhans-Bourg
  - 3e du Grand Prix d'Annecy
  - 3e du Grand Prix de Villette-d'Anthon
- 2016
  - 3e du Grand Prix de la ville de Nogent-sur-Oise
  - 3e du Grand Prix de Villette-d'Anthon
  - 3e du Grand Prix d'Issoire
- 2017
  - Prix de Cuiseaux
  - Nocturne de Montrevel-en-Bresse
  - 2e du Tour de Beauce

### Palmarès professionnel
- 2019
  - Classement général du Tour de la communauté de Madrid

### Résultats sur les grands tours

#### Tour de France
4 participations
- 2020 : 133e
- 2021 : abandon (11e étape)
- 2024 : 102e
- 2025 : 93e

#### Tour d'Italie
1 participation
- 2023 : non-partant (6e étape)

#### Tour d'Espagne
1 participation
- 2022 : 116e

### Classements mondiaux
| Année                                 | 2017  | 2018  | 2019 | 2020 | 2021 | 2022 | 2023  |
| ------------------------------------- | ----- | ----- | ---- | ---- | ---- | ---- | ----- |
| Classement mondial                    | 1058e | 1226e | 316e | nc   | 327e | 712e | 1253e |
| UCI Europe Tour                       | 1031e | 755e  | 261e | nc   | 276e | 547e | nc    |
| UCI America Tour                      | 131e  | nc    |      |      |      |      |       |
|                                       |       |       |      |      |      |      |       |
| Légende : nc = non classéSource : UCI |       |       |      |      |      |      |       |